# Tau Tauri
Tau Tauri (94 Tauri) é uma estrela na direção da constelação de Taurus. Possui uma ascensão reta de 04h 42m 14.70s e uma declinação de +22° 57′ 25.1″. Sua magnitude aparente é igual a 4.27. Considerando sua distância de 400 anos-luz em relação à Terra, sua magnitude absoluta é igual a −1.18. Pertence à classe espectral B3V.